# My Life Would Suck Without You
"My Life Would Suck Without You"  je prvi singl američke kantautorice Kelly Clarkson s njenog četvrtog studijskog albuma All I Ever Wanted. Pjesma bilježi velike uspjehe na svjetskim top ljestvicama. Pjesma je bila veliki hit diljem svijeta, dospjevši na broj jedan u SADu, Kanadi, Ujedinjenom Kraljevstvu i Mađarskoj.

## Objavljivanje
Pjesma je po prvi puta javno emitirana na američkoj radio postaji Z100 13. siječnja 2009. Pjesma je službeno objavljena na radijskim playlistama 20. siječnja 2009. Pjesma je 16. siječnja puštena za digitalno preuzimanje na Amazon.com, te 20. siječnja na američkom i kanadskom iTunesu.
Također je objavljena 16. siječnja za digitalno preuzimanje preko iTunesa u Australiji. U Ujedinjenom Kraljevstvu pjesma je doživjela premijeru 19. siječnja, a službeno je objavljena 2. ožujka.

## Uspjeh na top listama
Pjesma "My Life Would Suck Without You" debitirala je na 97. mjestu Billboard Hot 100, napravivši drugi tjedan rekord za najveći skok do prvog mjesta. To je drugi put da je postavila taj rekord, to joj je uspjelo s pjesmom "A Moment Like This", kad je skočila od 52. do prvog mjesta. "My Life Would Suck Without You" također je prva pjesma "American Idol" izvođača na vrhu ljestvice a da nije povezana samom emisijom. Samo u SADu pjesma se prodala u 2.000.000 primjeraka.
Na ljestvici Canadian Hot 100 pjesma je također postavila rekord, skokom od 82. do prvog mjesta.
Prijašnji rekord držala je Rihanna s pjesmom "Take A Bow", koja je sa 70. mjesta skočila do prvog. Rekord je trajao svega 10 mjeseci, dok Britney Spears nije objavila pjesmu "3" koja je s 86. mjesta skočila do prve pozicije.
"My Life Would Suck Without You" je na Australskoj ARIA debitirala na 16. mjestu, a najviša pozicija joj je bila 5. Na Novo Zelandskom RIANZu pjesma se popela do 11. mjesta.

## Popis pjesama
Promotivni singl
1. "My Life Would Suck Without You" (glavna verzija) -03:33
2. "My Life Would Suck Without You" - 03:51

Digitalni singl
1. "My Life Would Suck Without You" (glavna verzija)  - 03:33

CD singl
1. "My Life Would Suck Without You" (glavna verzija) - 03:31
2. "My Life Would Suck Without You" (instrumentalna verzija) - 03:31

Maksi CD singl
1. "My Life Would Suck Without You" (glavna verzija) - 03:31
2. "My Life Would Suck Without You" (instrumentalna verzija) - 03:31
3. "Don't Waste Your Time" - 03:36
4. "My Life Would Suck Without You" (spot)

## Top liste
| Top liste (2009.)      | Najviša pozicija |
| ---------------------- | ---------------- |
| Australija             | 5                |
| Austrija               | 6                |
| Belgija (Flandrija)    | 18               |
| Belgija (Valonija)     | 23               |
| Češka                  | 14               |
| Danska                 | 29               |
| Europa                 | 2                |
| Hrvatska               | 33               |
| Irska                  | 4                |
| Italija                | 45               |
| Kanada                 | 1                |
| Mađarska               | 1                |
| Nizozemska             | 3                |
| Norveška               | 31               |
| Novi Zeland            | 11               |
| Njemačka               | 6                |
| SAD Billboard Hot 100  | 1                |
| SAD Digital Songs      | 1                |
| SAD Pop Songs          | 3                |
| SAD Radio Songs        | 8                |
| Španjolska             | 38               |
| Švedska                | 2                |
| Švicarska              | 5                |
| Ujedinjeno Kraljevstvo | 1                |

| Top liste (2009.)      | Pozicija |
| ---------------------- | -------- |
| Australija             | 40       |
| SAD                    | 23       |
| Njemačka               | 40       |
| Ujedinjeno Kraljevstvo | 23       |

| Država      | Certifikacija  | Prodaja   |
| ----------- | -------------- | --------- |
| Australija  | platinasta     | 70.000    |
| Kanada      | 2 x platinasta | 80.000    |
| Novi Zeland | zlatna         | 7.500     |
| SAD         | —              | 2.252.000 |
| UK          | srebrna        | 300.000   |

## Povijest objavljivanja
| Država                 | Datum              | Format                       | Kuća            |
| ---------------------- | ------------------ | ---------------------------- | --------------- |
| Sjeverna Amerika       | 13. siječnja 2009. | airplay                      | RCA Records     |
| Europa                 | 16. siječnja 2009. | digitalni download           | Sony Music      |
| Kanada                 | 16. siječnja 2009. | digitalni download           | Sony Music      |
| SAD                    | 16. siječnja 2009. | digitalni download           | RCA Records     |
| Australija             | 19. siječnja 2009. | digitalni download           | Sony Music      |
| Australija             | 2. veljače 2009.   | CD singl                     | Sony Music      |
| Novi Zeland            | 19. siječnja 2009. | digitalni download           | Sony Music      |
| Italija                | 30. siječnja 2009. | digitalni download           | Sony Music      |
| Ujedinjeno Kraljevstvo | 22. veljače 2009.  | digitalni download           | RCA Label Group |
| Ujedinjeno Kraljevstvo | 2 ožujka 2009.     | CD singl                     | RCA Label Group |
| Nizozemska             | 16. veljače 2009.  | digitalni download           | Sony Music      |
| Njemačka               | 27. veljače 2009.  | CD singl, digitalni download | Sony Music      |